# 전부하

심실 확장기 동안의 심장.

심장 생리학(cardiac physiology)에서 전부하(영어: preload, 예비하중)는 확장기 동안 심실 충전이 끝날 때 심근세포라고 불리는 심장 근육 세포가 경험하는 근절(sarcomere) 신장의 양이다. 전부하는 심실 충전과 직접적인 관련이 있다. 확장기 동안 이완된 심실이 채워짐에 따라 벽이 늘어나고 근절의 길이가 늘어난다. 근절의 길이는 각 모양이 보존된 표면적 대 부피 비율(surface-area-to-volume ratio)을 갖기 때문에 심실의 부피로 대략적으로 계산할 수 있다. 근절의 길이를 측정하는 것은 심장 조직에 파괴적이기 때문에 이는 임상적으로 유용하다. 현미경으로 근절을 보려면 심장 근육 조각을 잘라내야 한다. 현재 살아있는 동물의 심장 박동에 대한 전부하를 직접 측정하는 것은 불가능하다. 전부하는 확장기 심실압으로부터 추정되며 수은주 밀리미터(mmHg) 단위로 측정된다.

## 같이 보기
- 심근수축력
- 세포액(cytosol)
- 세포질(cytoplasm)
- 후부하
- 확장기말 용적
- 일회박출량
- 평균동맥압